# Fazio degli Uberti
Fazio degli Uberti (Pisa, 1305 o 1309 – Verona, post 1367) fu un poeta didascalico fiorentino del XIV secolo.
Di famiglia ghibellina, discendente del celebre Farinata degli Uberti di dantesca memoria, bandito da Firenze nel 1257, visse dalla nascita la vita dello sbandito, condizione alquanto frequente a quei tempi, di volta in volta ospite delle varie corti dell'Italia del nord, in cerca di appoggi per rientrare a Firenze e per risollevare le sorti del partito imperiale.

## Biografia
Della sua vita non si sa altro che fu al servizio dei Visconti, degli Della Scala e forse dei Da Carrara; viaggiò molto; la peste del 1348 fu forse occasione che egli ripudiasse la non esemplare vita sin allora vissuta, del resto ingentilita dall'amore per Ghidola Malaspina sposata con Feltrino di Montefeltro, da lui a lungo cantata con accenti personali e artisticamente persuasivi. Visse disagiatamente, e troppo ligio ai potenti; ma rimase sostanzialmente sempre fedele agl'ideali ghibellini della sua famiglia, i quali ispirano la parte migliore della sua lirica politica.

## Rime

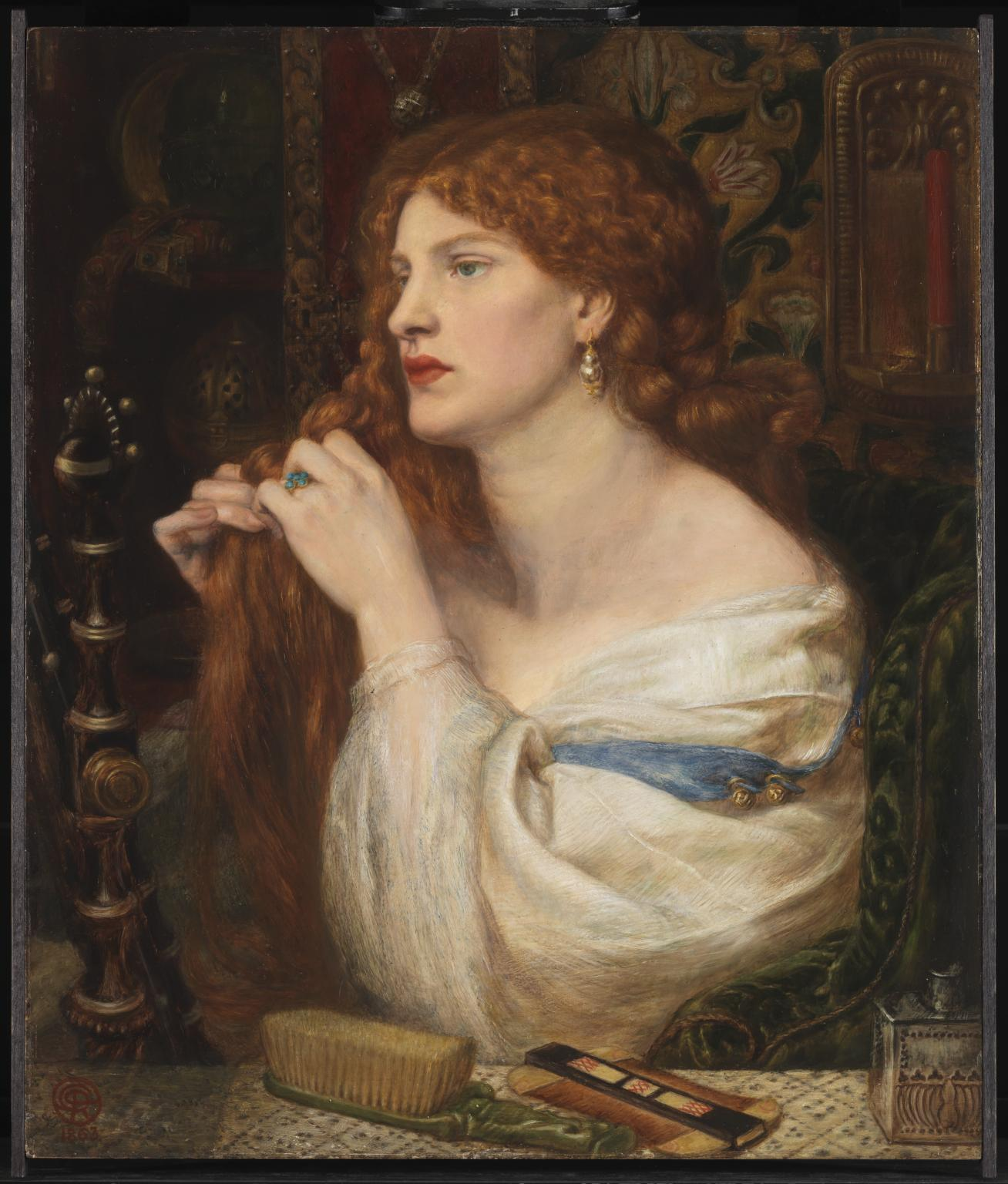
Dante Gabriel Rossetti, Aurelia. Il titolo di questa piccola tavola (cm 43,2 x 36,8) è tratto da una canzone di Fazio degli Uberti tradotta dallo stesso Rossetti: «Io miro i crespi e gli biondi capegli de quali ha fatto per me rete Amore».

Di lui si conservano sette Canzoni, e altre opere la cui vena poetica è caratterizzata da un'ispirazione moraleggiante, spesso al servizio della propria visione politica; tipico esempio è la canzone a Roma e il sirventese Ai Signori e Popoli d'Italia. Alla produzione morale si assegnano una corona di sette sonetti sui vizi capitali, e la canzone sulle Sette allegrezze di Maria. In altri componimenti di carattere amoroso fu fortemente influenzato dal Dante petroso e, inevitabilmente, dal contemporaneo Petrarca.

## il Dittamondo

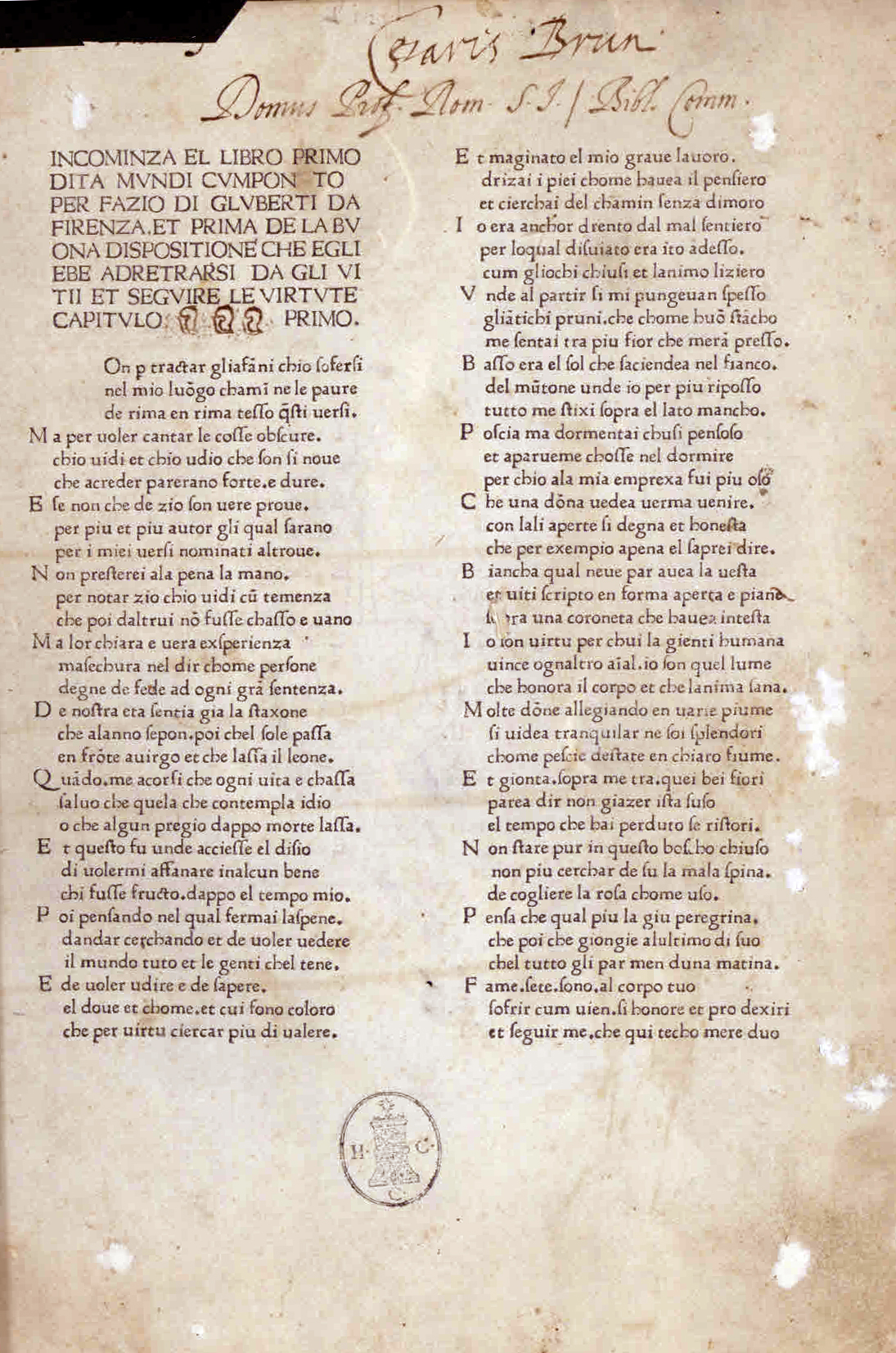
Dittamondo, 1474

L'opera per cui Fazio gode di una modesta fama è il Dittamondo, un lungo poema didascalico in cui racconta di un viaggio da lui intrapreso per percorrere tutto il mondo allora conosciuto dopo un incontro con la figura allegorica della Virtù, in compagnia del geografo romano Gaio Giulio Solino, che gli offre la possibilità di descrivere i panorami e le particolarità delle città visitate. Fazio percorre, guidato da Solino, l'Italia, la Grecia, la Germania, la Francia, la Spagna, l'Europa settentrionale, l'Africa allora nota, una piccola parte dell'Asia; il viaggio gli dà occasione di raccontare o ricordare gran quantità di leggende di ogni genere; oltre a Solino, Plinio il Vecchio, Isidoro di Siviglia, Pomponio Mela sono le sue principali fonti.
Trasparente l'imitazione della Commedia dantesca. La narrazione, sviluppata in sei libri in terzine dantesche e in terza rima, ciascuno dei quali diviso in numerosi capitoli di un centinaio di endecasillabi, risulta monotona e scarsamente ispirata, salvo in qualche punto ove l'autore abbandona l'enciclopedismo e trova un'espressione felice dettatagli per lo più da patriottismo o commozione. Fazio vi lavorò dal 1346 alla morte, senza completarlo.

## Celebrazioni
- Dal 1997 a Pisa si tiene un concorso letterario in onore del poeta.

## Opere
- Dittamondo, Vicenza, Leonardus Achates de Basilea, 1474.